# Großrinderfeld
Großrinderfeld település Németországban, azon belül Baden-Württembergben. Lakosainak száma 4109 fő (2023. december 31.).

## Népessége
| Lakosok száma | 3059 | 3164 | 3316 | 3322 | 3446 | 3993 | 4103 | 4090 | 4036 | 4109 |
|               | 1961 | 1968 | 1974 | 1981 | 1987 | 1994 | 2000 | 2007 | 2013 | 2023 |

## A település részei

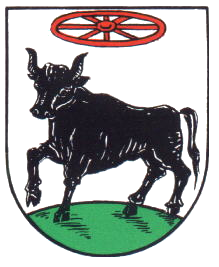
Großrinderfeld
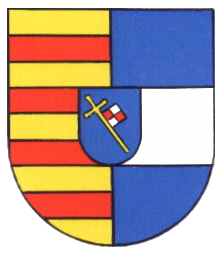
Ilmspan
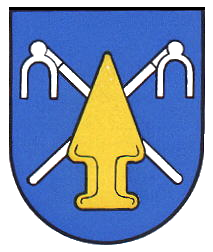
Gerchsheim
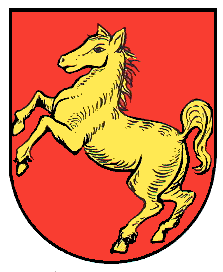
Schönfeld

## Nevezetességei
- A mezőgazdasági múzeum
- A schönfeldi kastély